# 盧士叡
卢士叡（6世纪？—621年10月26日），唐朝初年官员。
卢士叡客居韩城。隋朝末年大乱，结纳英豪。李渊与他有旧交，晋阳起兵后，卢士叡率数百人至汾阴拜见李渊，又派兄长的儿子谕降关中反隋领袖孙华，与刘弘基在饮马泉击败隋将桑显和。擢升为右光禄大夫、瀛州（今河北省河间市）刺史。武德四年十月初六庚寅（621年10月26日），刘黑闼派轻骑攻打瀛州，拒战半日，士兵见亲属被捉，于是大溃。卢士叡被擒，刘黑闼想要让劝说唐朝的城堡归降，他肯不从，被杀。